# Saint-Servais
Saint-Servais é uma comuna francesa na região administrativa da Bretanha, no departamento Côtes-d'Armor. Estende-se por uma área de 27,25 km². Em 2010 a comuna tinha 414 habitantes (densidade: 15,2 hab./km²).